# 90414 Karpov
A 90414 Karpov (ideiglenes jelöléssel 2003 YP110) a Naprendszer kisbolygóövében található aszteroida. Rafael Ferrando fedezte fel 2003. december 19-én.
Nevét Anatolij Karpov orosz sakkozó után kapta.